# Sudan
Sudan je država v severovzhodni Afriki, ki na severu meji na Egipt, na vzhodu na Eritrejo in Etiopijo, na jugu na Južni Sudan, na jugozahodu na Srednjeafriško republiko, na zahodu na Čad ter na severozahodu na Libijo.
Sudan je članica Arabske lige. Površje večinoma sestavljajo ravnice, ki jih prekinjajo gorske verige vulkanskega izvora; najvišja je Jebel Marra, ki se dviga do 3.000 m nadmorske višine. Največja reka je Nil, ki se prične v prestolnici Kartum z zlitjem Belega in Modrega Nila.
Hkrati je Sudan ena najrevnejših držav na svetu, ki jo dodatno pretresa medetnično in medversko nasilje v pokrajini Darfur med arabskimi muslimani in ljudstvom Niloti, ki so povečini kristjani ali animisti. Avtoritarni voditelja Omar al Bašir, ki je prišel na oblast z vojaškim udarom leta 1989, je vladal do državnega udara in nemirov leta 2019, ko je bil odstavljen.
Leta 2011 je Sudan razpadel na dve državi, in sicer Sudan in Južni Sudan.

## Gospodarstvo
Več kot polovica delavcev je zaposlenih v poljedelstvu, kar daje skoraj eno tretjino bruto domačega proizvoda. Obdelovalne površine so odvisne od količine padavin in od sistema namakanja. Zato pogoste suše vplivajo na njihov pridelek. Za prehrano v glavnem proizvajajo proso, pšenico in sirek, za prodajo pa je glavni pridelek bombaž. Petino države pokrivajo gozdovi, petina ozemlja je namenjena nomadski živinoreji. Rdeče morje in Nil pa omogočata ribarjenje za domače potrebe.
Električno energijo pridobivajo iz hidro in termoelektrarn. Za termoelektrarne morajo gorivo uvažati. Industrija prispeva k bruto domačemu proizvodu manj kot 10%.
Raba zemljišč:
- Obdelovalne površine: 6,76 %
- Trajni nasadi; 0, 07 %
- Drugo: 93,17 %

Namakalna zemljišča: 18900 km2 